# Liste der Bodendenkmäler in Dachsbach
Auf dieser Seite sind die Bodendenkmäler in dem mittelfränkischen Markt Dachsbach zusammengestellt. Diese Tabelle ist eine Teilliste der Liste der Bodendenkmäler in Bayern. Grundlage ist die Bayerische Denkmalliste, die auf Basis des Bayerischen Denkmalschutzgesetzes vom 1. Oktober 1973 erstmals erstellt wurde und seither durch das Bayerische Landesamt für Denkmalpflege geführt wird. Die folgenden Angaben ersetzen nicht die rechtsverbindliche Auskunft der Denkmalschutzbehörde.

## Bodendenkmäler in Dachsbach
| Lage       | Objekt                                                                                 | Akten-Nr.     | Bild |
| ---------- | -------------------------------------------------------------------------------------- | ------------- | ---- |
| (Standort) | Grabhügel vorgeschichtlicher Zeitstellung.                                             | D-5-6329-0005 |      |
| (Standort) | Grabhügel vorgeschichtlicher Zeitstellung.                                             | D-5-6329-0006 |      |
| (Standort) | Siedlung vor- und frühgeschichtlicher Zeitstellung.                                    | D-5-6329-0007 |      |
| (Standort) | Mittelalterliche und frühneuzeitliche Befunde im Bereich der ehem. Wasserburg          | D-5-6330-0036 |      |
| (Standort) | Siedlung vorgeschichtlicher Zeitstellung.                                              | D-5-6330-0066 |      |
| (Standort) | Mittelalterlicher Burgstall.                                                           | D-5-6330-0072 |      |
| (Standort) | Siedlung vorgeschichtlicher Zeitstellung.                                              | D-5-6330-0073 |      |
| (Standort) | Siedlung vor- und frühgeschichtlicher Zeitstellung.                                    | D-5-6330-0074 |      |
| (Standort) | Siedlung der späten Hallstatt- und frühen Latènezeit.                                  | D-5-6330-0089 |      |
| (Standort) | Mittelalterliche und frühneuzeitliche Befunde im Bereich der Evang.-Luth. Pfarrkirche  | D-5-6330-0126 |      |
| (Standort) | Mittelalterliche und frühneuzeitliche Befunde im Bereich der Evang.-Luth. Pfarrkirche  | D-5-6330-0128 |      |
| (Standort) | Mittelalterliche und frühneuzeitliche Befunde im Bereich des Alten und Neuen Schlosses | D-5-6330-0129 |      |
| (Standort) | Bestattungsplatz mit Grabhügel vorgeschichtlicher Zeitstellung.                        | D-5-6330-0170 |      |